# Tati Keplmair
Tatiane Keplmair, mais conhecida como Tati Keplmair, é uma atriz e dubladora nascida em São Paulo no dia 31 de março de 1981. Ela é mais conhecida por fazer a voz da personagem Nami, tanto no anime One Piece, quanto na série live action da Netflix; Rukia, em Bleach; e Sakura, em Naruto.

## Carreira
Keplmair começou a atua na área de dublagem quando tinha 15 anos. Ela é irmã do também dublador Thiago Keplmair. Ambos dublaram personagens no anime Naruto, ele fez o Rock Lee e ela fez a Sakura. A atriz também fez a voz da personagem Hannah Montana.
Já participou de várias convenções de anime e cultura pop japonesa em geral pelo Brasil, como Anime Summit e CCXP.

## Prêmios
| Ano  | Premiação           | Categoria                                 | Papel/Obra                                          | Resultado | Fonte  |
| ---- | ------------------- | ----------------------------------------- | --------------------------------------------------- | --------- | ------ |
| 2007 | Prêmio Yamato       | Melhor Dubladora de Protagonista          | Gabriela, em High School Musical                    | Indicada  | [ 5 ]  |
| 2008 | Prêmio Yamato       | Melhor Dubladora de Protagonista          | Sakura Haruno, em Naruto                            | Indicada  | [ 6 ]  |
| 2009 | Prêmio Yamato       | Melhor Dubladora de Protagonista          | Hannah Montana em Hannah Montana                    | Venceu    | [ 7 ]  |
| 2009 | Prêmio Yamato       | Melhor Dubladora de Coadjuvante           | Rukia Kuchiki, em Bleach                            | Indicada  | [ 8 ]  |
| 2011 | Prêmio Yamato       | Melhor Dubladora de Anime                 | Yuzuriha, em Cavaleiros do Zodíaco: The Lost Canvas | Indicada  | [ 9 ]  |
| 2023 | Anime Awards Brasil | Melhor Performance em Dublagem Brasileira | Nami, em One Piece                                  | Venceu    | [ 10 ] |
| 2024 | Prêmio Cubo de Ouro | Melhor Dublagem Geek                      | Nami, em One Piece                                  | Indicada  | [ 11 ] |

## Papéis em dublagem
Nami – One Piece (anime e série live action)
Sakura – Naruto
Hannah Montana – Hannah Montana
Rose – Titanic
Rukia - Bleach
Vi – League of Legends e Arcane
Aloy – Horizon Zero Dawn e Horizon Forbidden West
Phobos – Sailor Moon Eternal
Yuzuriha – Saint Seiya: The Lost Canvas
Yosano – Bungo Stray Dogs
Kaoru - Rilakkuma e Kaoru
Chiari - Dragon Ball Super: Broly
I.V.A.N. - Lightyear
Catherine - Cruella